# Бриджтаун
Бри́джтаун (англ. Bridgetown) — столиця й головний порт Барбадосу. Населення міста — 96578 жителів. Бриджтаун був заснований англійцями в 1628 році й протягом більш ніж трьох сторіч залишався головним містом британської колонії. В 1966 році, після здобуття країною незалежності, Бриджтаун став столицею Барбадосу.

## Географія
Бриджтаун розташований у південно-західній частині острова Барбадос, на березі затоки Карлайел (Carlisle Bay) Карибського моря, у гирлі річки Констітьюшн, яка раніше називалася Індіан-Рівер. У центрі міста річка розширюється і носить назву Карінідж, по суті це глибока зручна гавань, яка використовується для стоянки яхт і невеликих суден.

## Загальний опис
Торговельний і туристичний центр країни, Бриджтаун є портом призначення багатьох океанських лайнерів. 2011 року історичний центр Бріджтауна (забудова колоніального міста і військового містечка XVII—XIX ст.) був внесений до списку Світової спадщини ЮНЕСКО.
У Бриджтауні розвинено харчосмакову й легку промисловість. Місто експортує одяг, електроустаткування, цукор, ром й інше. Великий внесок в економіку міста робить туризм.
У столиці відкрите відділення університету Вест-Індії. На колишній парадній площі Гаррісон Савана щорічно проходять міжнародні турніри з крикету й інших видах спорту. Міжнародний аеропорт Грантлі-Адамс розташований за 16 кілометрів на південний схід від центру столиці.

## Пам'ятки
Однією з визначних пам'яток міста є площа Незалежності (до 1999 року — Трафальгарська площа) у центрі якої 22 березня 1813 року встановлено пам'ятник англійському адміралові лордові Нельсону (на 27 років раніше ніж встановлено колону Нельсона на Трафальгарській площі в Лондоні). Дуже цікавою є відреставрована й перероблена в морський музей судноверф.
Інші пам'ятки:
- Будівля і музей Парламенту (1874)
- Міст Чамберлен (1872)
- Арка Незалежності (1987)
- Парк імені Ерола Барроу (1987)
- Англіканський собор Св. Михайла і всіх ангелів (1789)
- Кенотаф на честь полеглих у Першій світовій війні
- Історичні склади для зберігання рома (XVIII ст.)
- Синагога (1832)

## Клімат
Бриджтаун знаходиться в зоні саванного клімату, температура повітря в місті відносно постійна протягом всього року. Абсолютний максимум температури 33,1 °C зафіксовано у вересні 2005 року, абсолютний мінімум температури 16,5 °C зафіксовано 2 січня 1984 року. Клімат Бриджтауна, як і клімат всього Барбадосу, вважається одним із самих здорових у Вест-Індії, у сухий сезон тропічна спека пом'якшується північно-східними пасатами з Атлантичного океану, острів постійно продувається бризами.
| Клімат Бриджтауна (Міжнародний аеропорт Грантлі Адамс) 1981–2010, екстремуми - з 1944 | Клімат Бриджтауна (Міжнародний аеропорт Грантлі Адамс) 1981–2010, екстремуми - з 1944 | Клімат Бриджтауна (Міжнародний аеропорт Грантлі Адамс) 1981–2010, екстремуми - з 1944 | Клімат Бриджтауна (Міжнародний аеропорт Грантлі Адамс) 1981–2010, екстремуми - з 1944 | Клімат Бриджтауна (Міжнародний аеропорт Грантлі Адамс) 1981–2010, екстремуми - з 1944 | Клімат Бриджтауна (Міжнародний аеропорт Грантлі Адамс) 1981–2010, екстремуми - з 1944 | Клімат Бриджтауна (Міжнародний аеропорт Грантлі Адамс) 1981–2010, екстремуми - з 1944 | Клімат Бриджтауна (Міжнародний аеропорт Грантлі Адамс) 1981–2010, екстремуми - з 1944 | Клімат Бриджтауна (Міжнародний аеропорт Грантлі Адамс) 1981–2010, екстремуми - з 1944 | Клімат Бриджтауна (Міжнародний аеропорт Грантлі Адамс) 1981–2010, екстремуми - з 1944 | Клімат Бриджтауна (Міжнародний аеропорт Грантлі Адамс) 1981–2010, екстремуми - з 1944 | Клімат Бриджтауна (Міжнародний аеропорт Грантлі Адамс) 1981–2010, екстремуми - з 1944 | Клімат Бриджтауна (Міжнародний аеропорт Грантлі Адамс) 1981–2010, екстремуми - з 1944 | Клімат Бриджтауна (Міжнародний аеропорт Грантлі Адамс) 1981–2010, екстремуми - з 1944 |
| Показник                                                                              | Січ.                                                                                  | Лют.                                                                                  | Бер.                                                                                  | Квіт.                                                                                 | Трав.                                                                                 | Черв.                                                                                 | Лип.                                                                                  | Серп.                                                                                 | Вер.                                                                                  | Жовт.                                                                                 | Лист.                                                                                 | Груд.                                                                                 | Рік                                                                                   |
| Абсолютний максимум, °C                                                               | 32,0                                                                                  | 31,2                                                                                  | 31,9                                                                                  | 32,6                                                                                  | 33,1                                                                                  | 32,7                                                                                  | 32,4                                                                                  | 35,0                                                                                  | 33,3                                                                                  | 33,3                                                                                  | 33,3                                                                                  | 31,3                                                                                  | 35,0                                                                                  |
| Середній максимум, °C                                                                 | 28,8                                                                                  | 29,0                                                                                  | 29,5                                                                                  | 30,0                                                                                  | 30,5                                                                                  | 30,5                                                                                  | 30,4                                                                                  | 30,6                                                                                  | 30,6                                                                                  | 30,4                                                                                  | 30,0                                                                                  | 29,3                                                                                  | 30,0                                                                                  |
| Середня температура, °C                                                               | 25,8                                                                                  | 25,7                                                                                  | 26,2                                                                                  | 26,8                                                                                  | 27,6                                                                                  | 27,7                                                                                  | 27,6                                                                                  | 27,8                                                                                  | 27,7                                                                                  | 27,5                                                                                  | 27,0                                                                                  | 26,4                                                                                  | 27,0                                                                                  |
| Середній мінімум, °C                                                                  | 22,9                                                                                  | 22,8                                                                                  | 23,2                                                                                  | 24,1                                                                                  | 24,9                                                                                  | 25,1                                                                                  | 24,9                                                                                  | 24,7                                                                                  | 24,6                                                                                  | 24,5                                                                                  | 24,2                                                                                  | 23,6                                                                                  | 24,1                                                                                  |
| Абсолютний мінімум, °C                                                                | 16,0                                                                                  | 16,0                                                                                  | 16,0                                                                                  | 19,0                                                                                  | 19,4                                                                                  | 20,0                                                                                  | 19,3                                                                                  | 19,1                                                                                  | 20,6                                                                                  | 20,6                                                                                  | 18,0                                                                                  | 17,4                                                                                  | 16,0                                                                                  |
| Середня кількість сонячних годин на місяць                                            | 258,85                                                                                | 249,45                                                                                | 272,80                                                                                | 259,80                                                                                | 262,88                                                                                | 225,00                                                                                | 251,41                                                                                | 263,19                                                                                | 230,40                                                                                | 233,74                                                                                | 228,00                                                                                | 257,92                                                                                | 2993,44                                                                               |
| Норма опадів, мм                                                                      | 70.1                                                                                  | 41.3                                                                                  | 37.4                                                                                  | 60.8                                                                                  | 79.0                                                                                  | 103.0                                                                                 | 132.9                                                                                 | 141.9                                                                                 | 157.6                                                                                 | 185.1                                                                                 | 171.6                                                                                 | 89.6                                                                                  | 1270.3                                                                                |
| Днів з опадами                                                                        | 11                                                                                    | 8                                                                                     | 8                                                                                     | 8                                                                                     | 8                                                                                     | 11                                                                                    | 15                                                                                    | 15                                                                                    | 14                                                                                    | 16                                                                                    | 14                                                                                    | 12                                                                                    | 140                                                                                   |
| Вологість повітря, %                                                                  | 77                                                                                    | 77                                                                                    | 75                                                                                    | 77                                                                                    | 78                                                                                    | 80                                                                                    | 81                                                                                    | 81                                                                                    | 81                                                                                    | 82                                                                                    | 83                                                                                    | 79                                                                                    | 79                                                                                    |
| ------------------------------------------------------------------------------------- | ------------------------------------------------------------------------------------- | ------------------------------------------------------------------------------------- | ------------------------------------------------------------------------------------- | ------------------------------------------------------------------------------------- | ------------------------------------------------------------------------------------- | ------------------------------------------------------------------------------------- | ------------------------------------------------------------------------------------- | ------------------------------------------------------------------------------------- | ------------------------------------------------------------------------------------- | ------------------------------------------------------------------------------------- | ------------------------------------------------------------------------------------- | ------------------------------------------------------------------------------------- | ------------------------------------------------------------------------------------- |
| Джерело: Barbados Meteorological Services, Meteo Climat                               |                                                                                       |                                                                                       |                                                                                       |                                                                                       |                                                                                       |                                                                                       |                                                                                       |                                                                                       |                                                                                       |                                                                                       |                                                                                       |                                                                                       |                                                                                       |

## Галерея

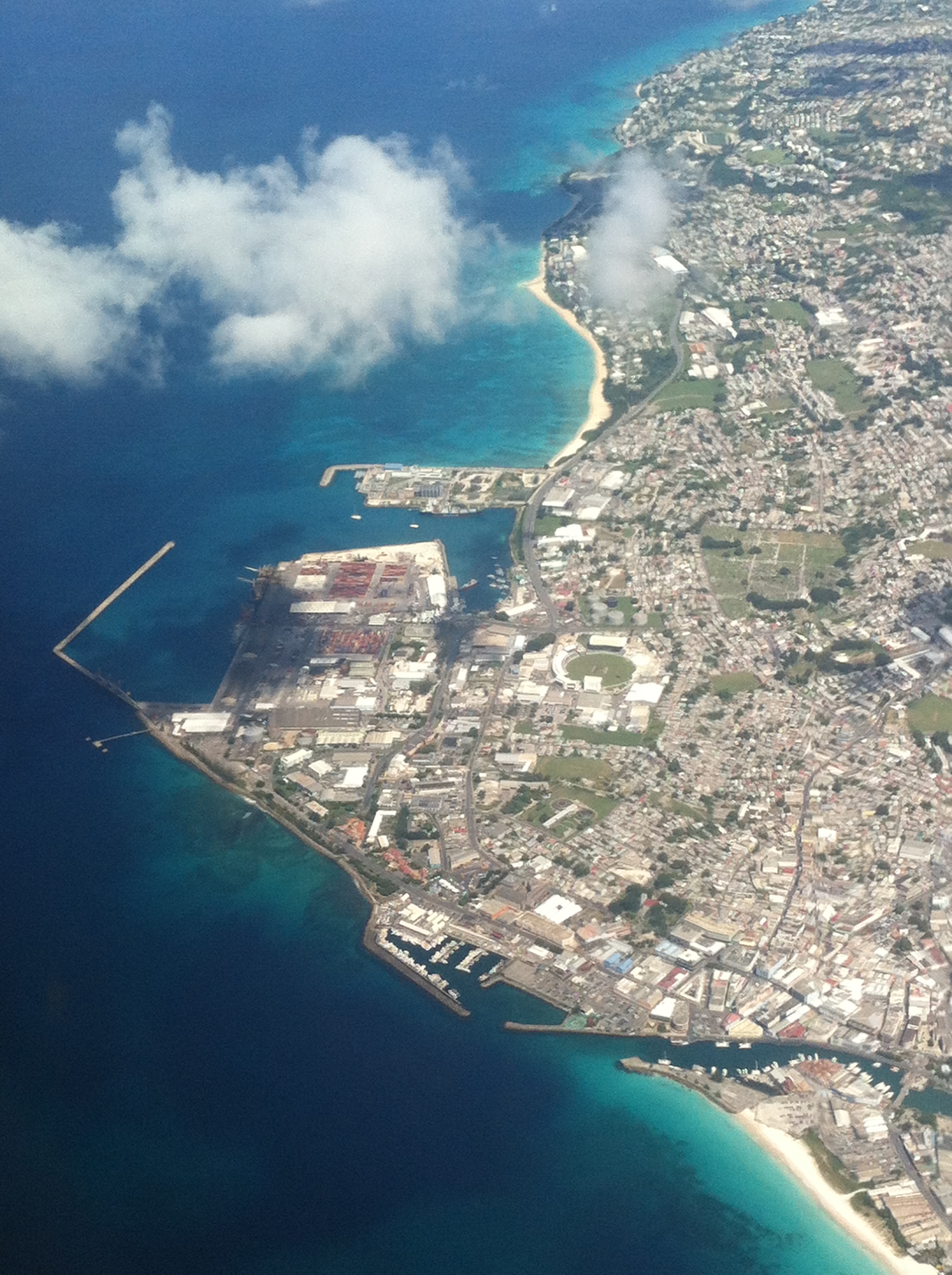
Вид на Бриджтаун із повітря
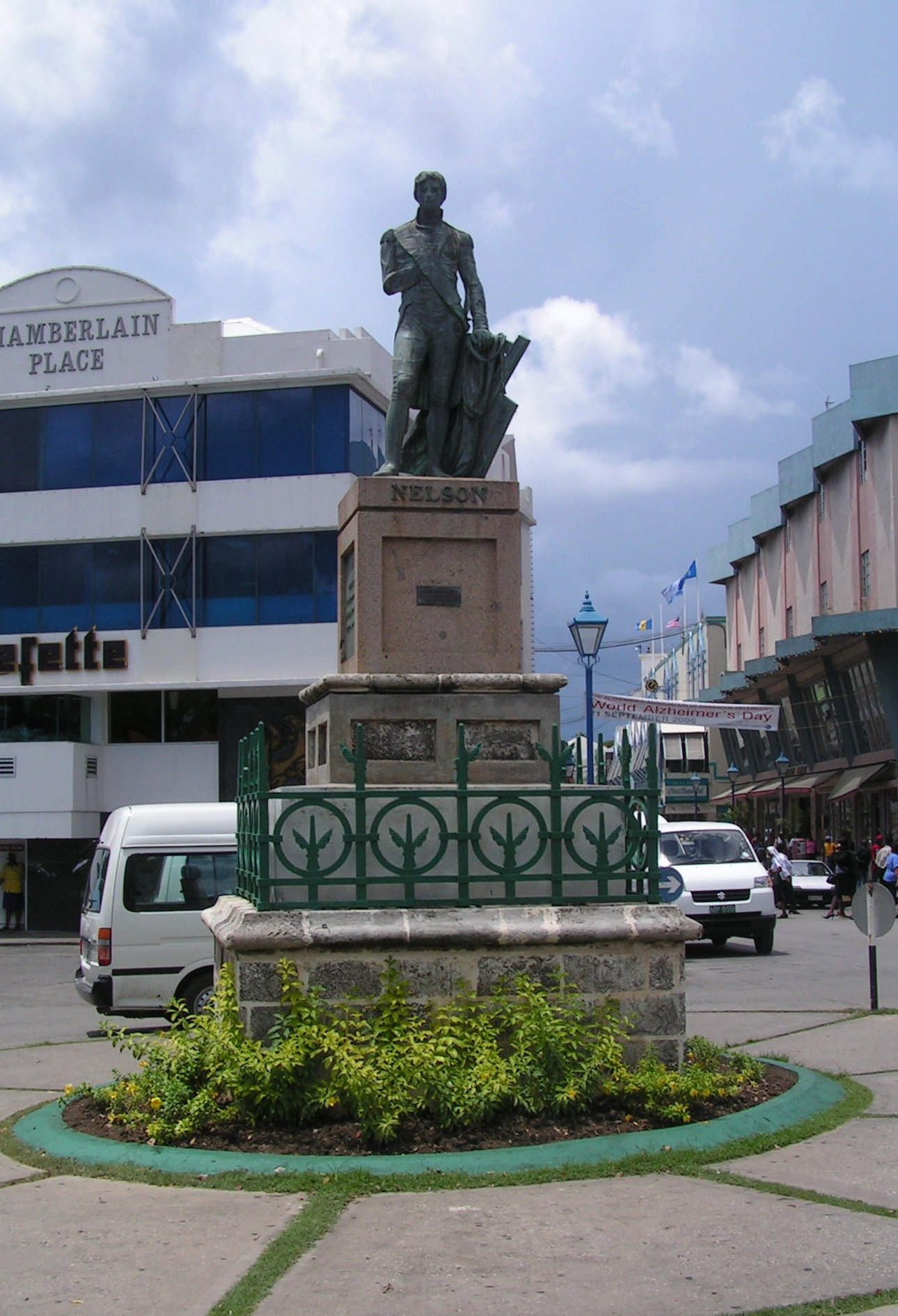
Пам'ятник Нельсону
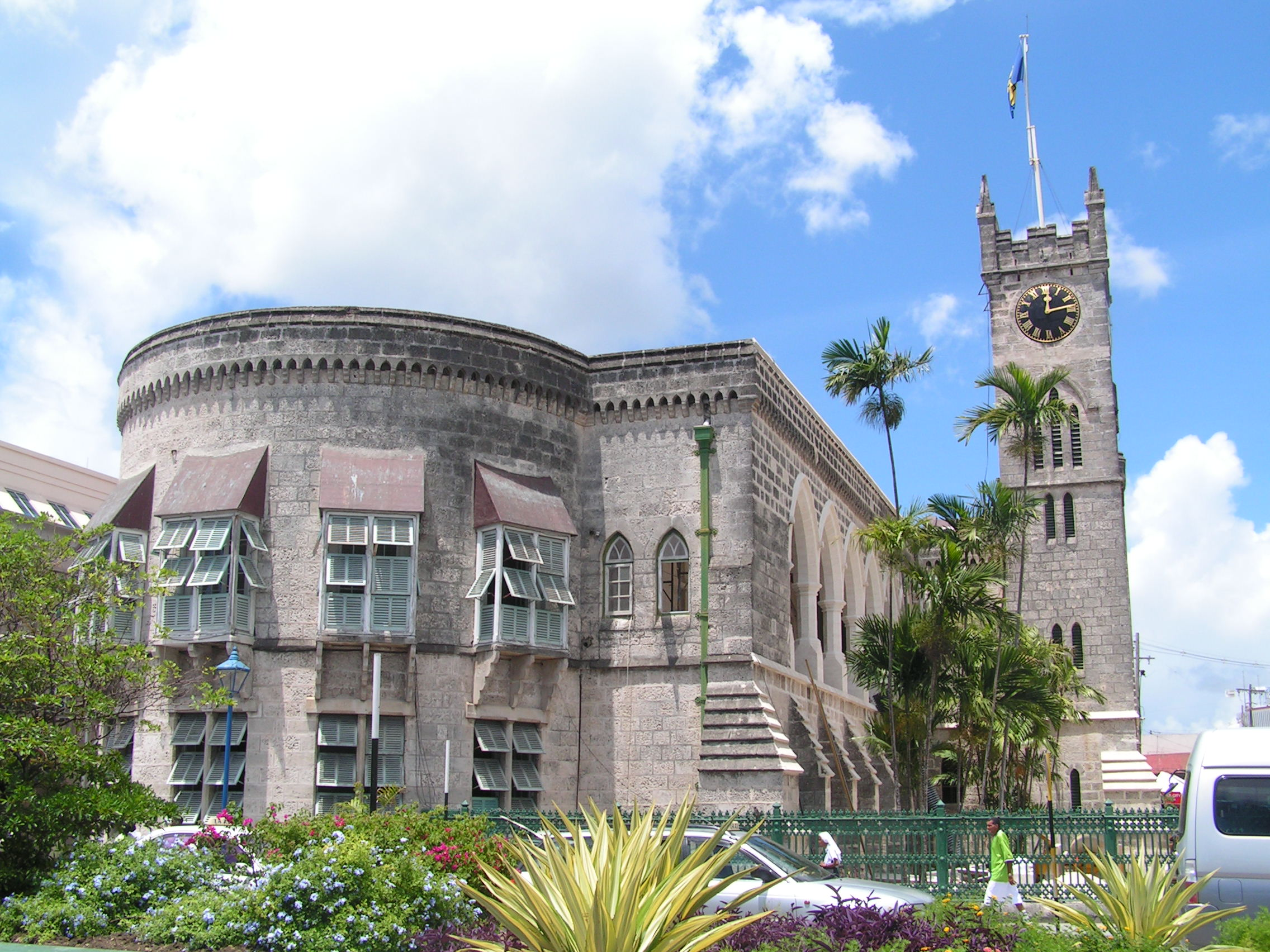
Будівля парламенту
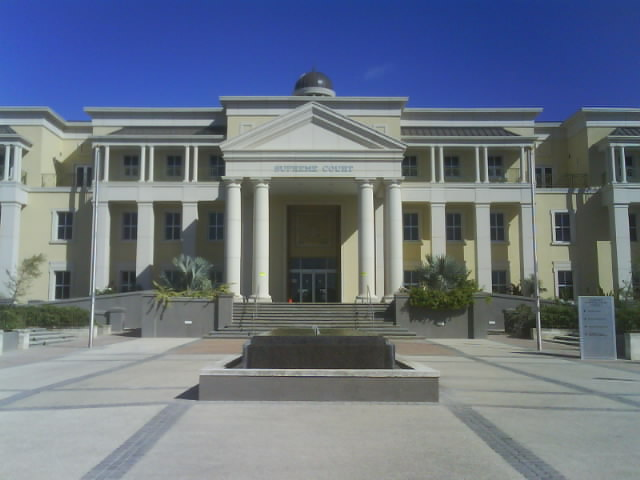
Верховний Суд Барбадосу
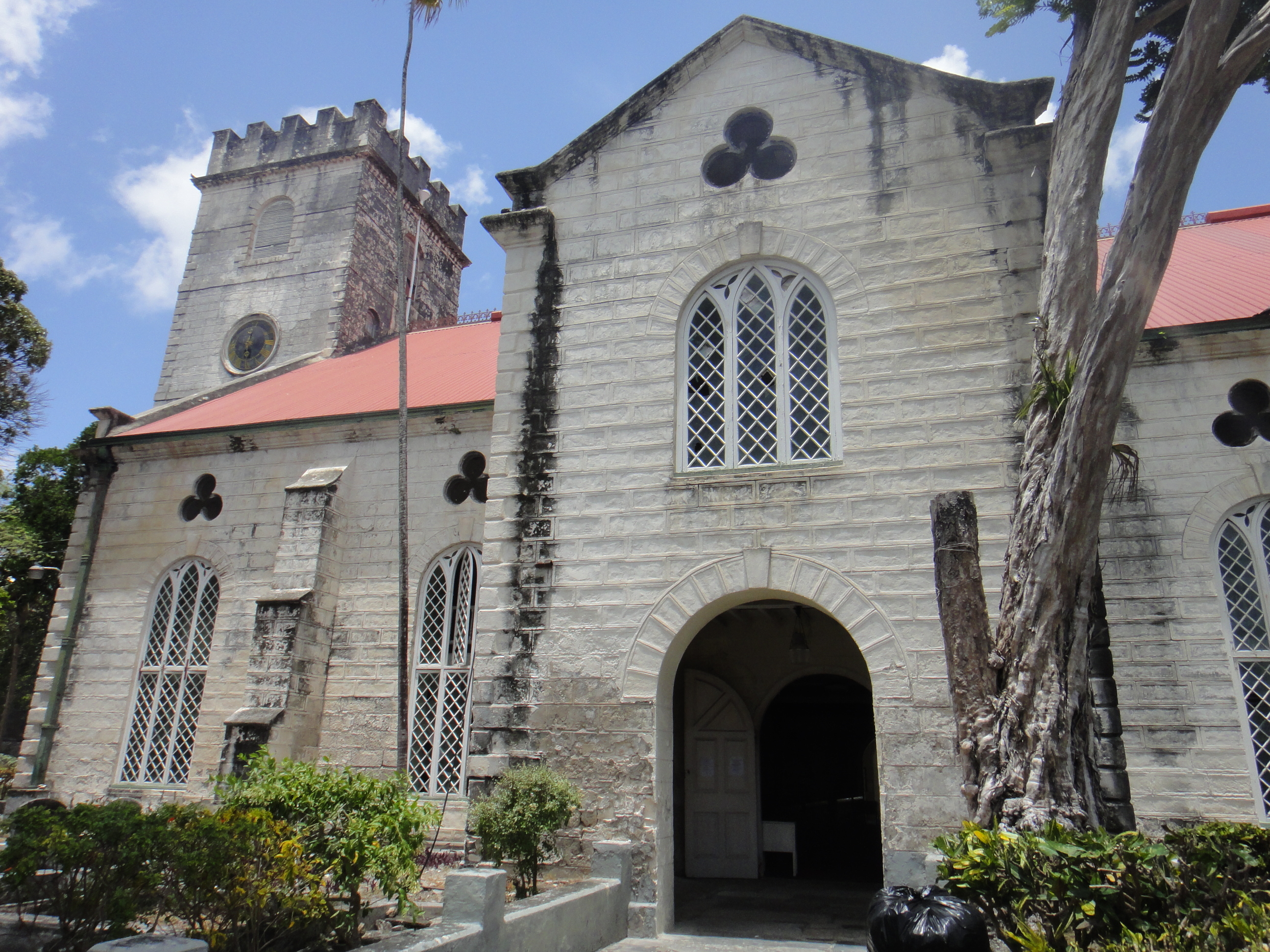
Соборна церква Святого Михайла та всіх Ангелів
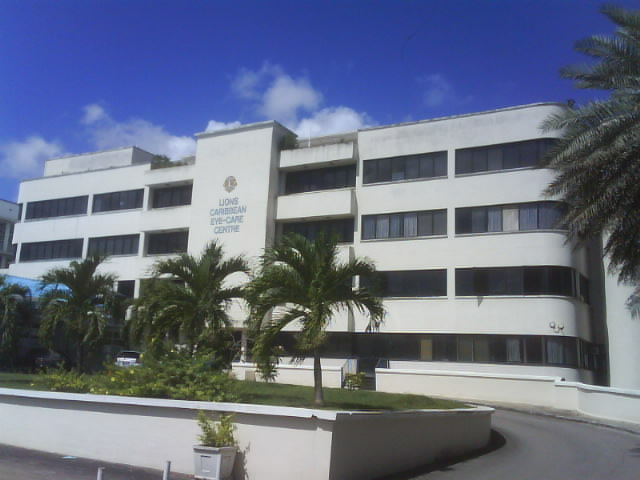
Лікарня королеви Єлизавети
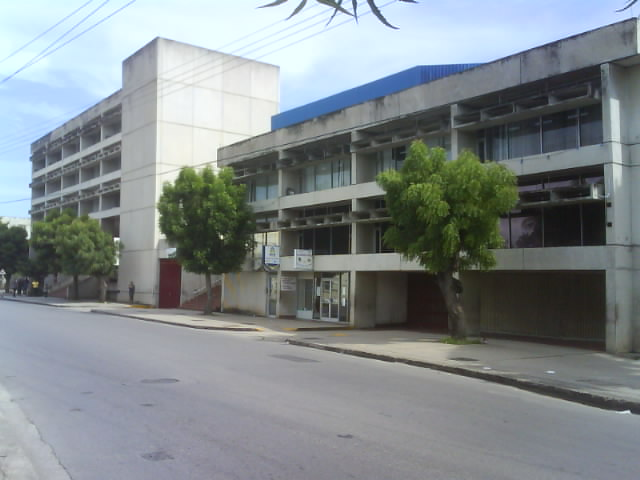
Головний поштамт
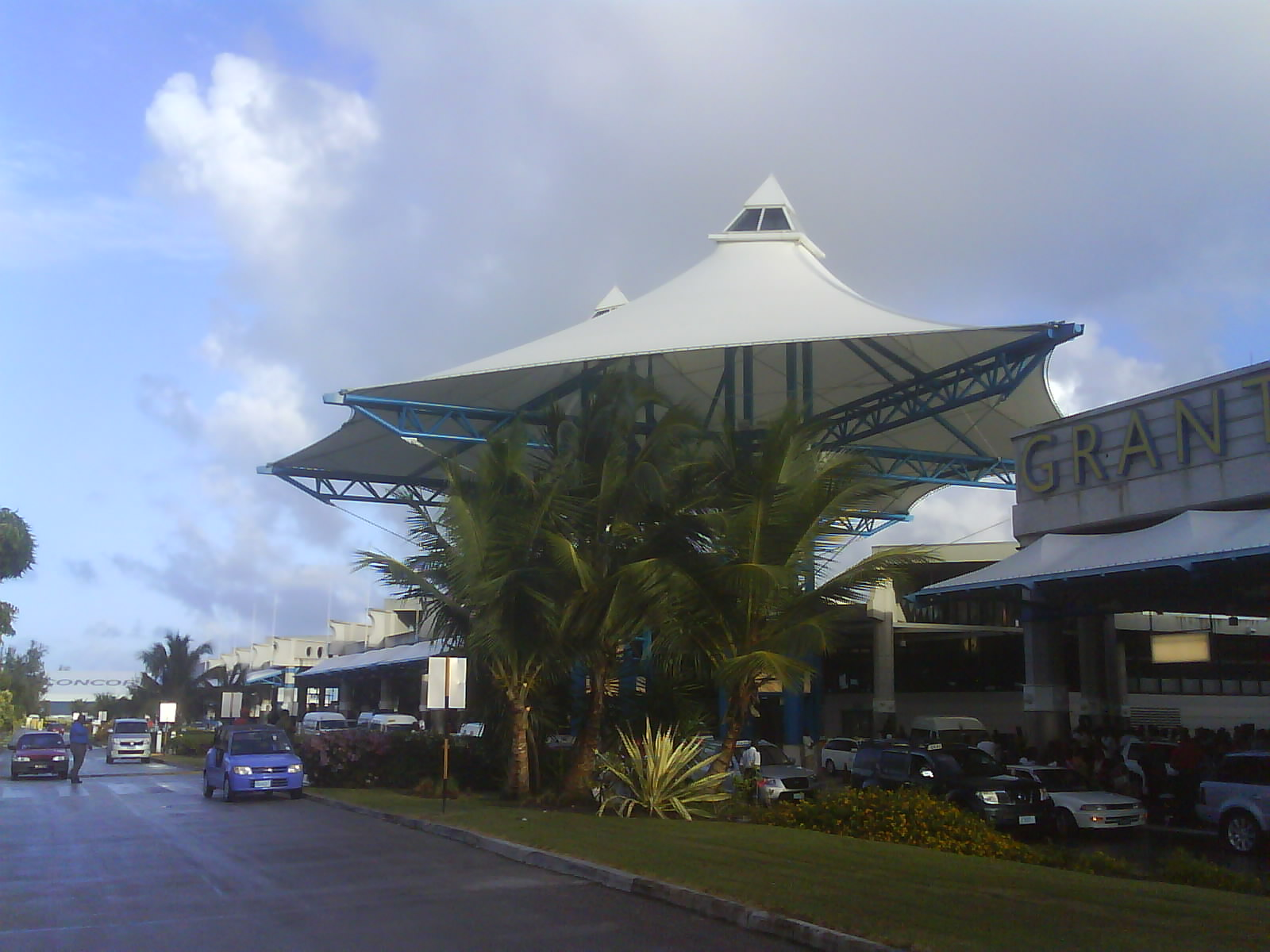
Міжнародний аеропорт імені Грантлі Адамса
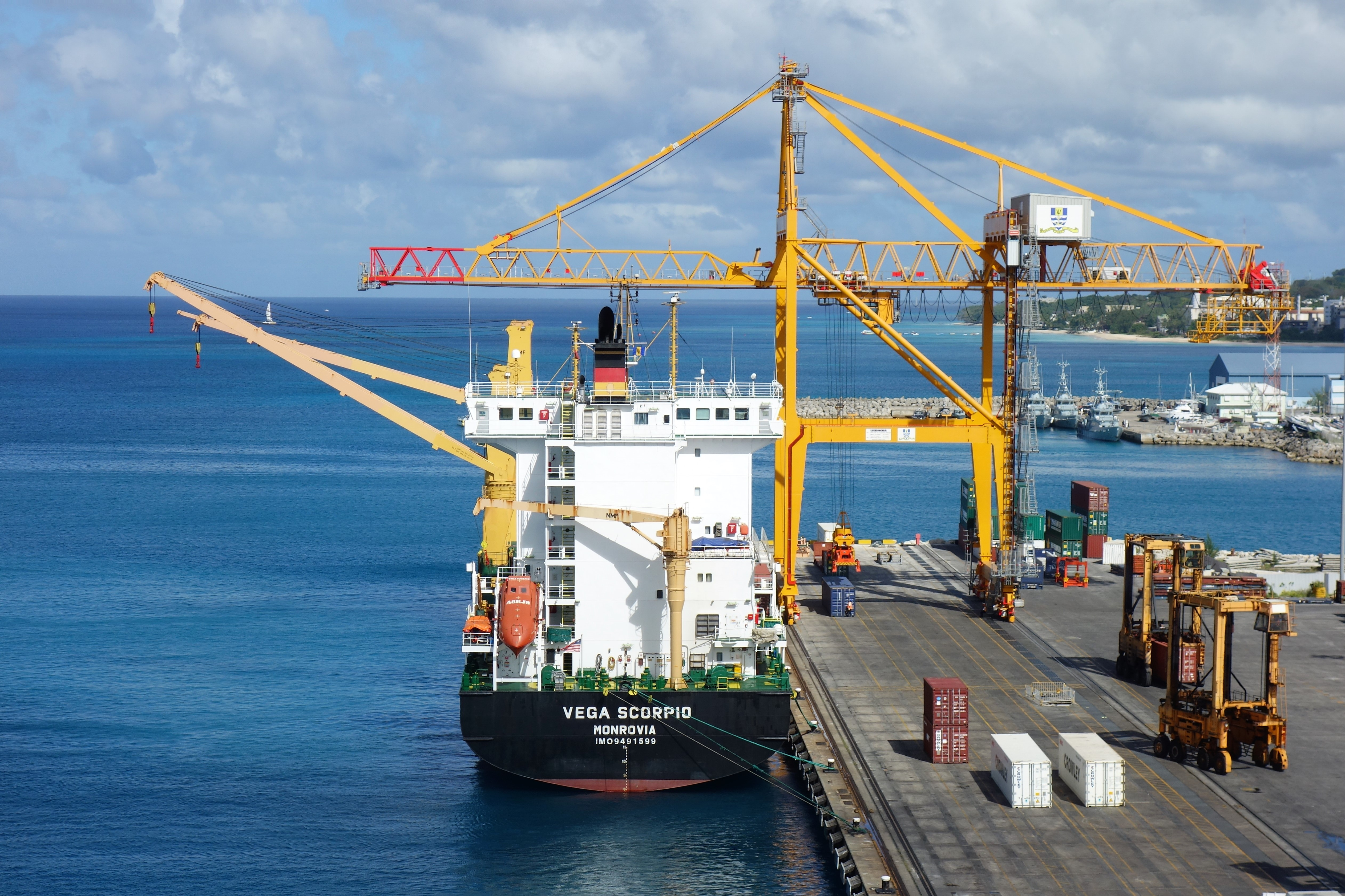
Порт Бриджтауна
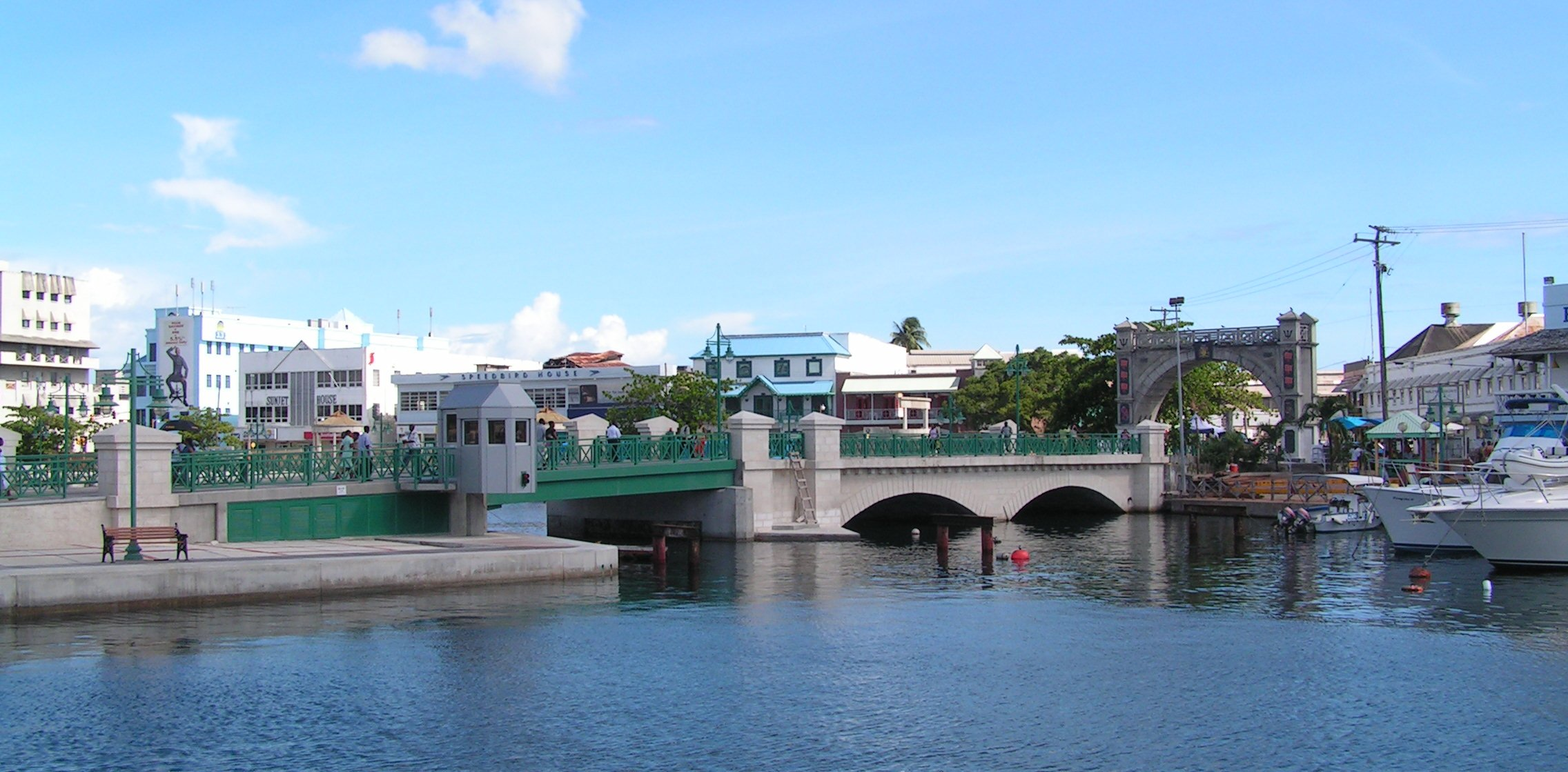
Міст Чамберлен